# 옛 그리스 국가와 지역 목록
다음은 옛 그리스 국가와 지역 목록이다. 다음과 같은 조건에 해당하거나 해당했던 내력이 있는 제국과 국토, 주권국, 자치 지역, 영토를 나열해 놓았다.
- 민족의 대부분은 그리스인
- 공식 언어가 그리스어
- 그리스인 지배 계급 또는 왕조

## 고대(기원후 330년까지)

### 청동기 시대
청동기 시대 동안 대부분의 개체는 미케네 그리스 (기원전 1600-1100년)에 형성되었고, 이들 각각은 와낙스에 의해 지배되었으며, 가장 중요한 곳은 미케네, 테베, 필로스, 크노소스 (약 기원후 1450년 이후), 티린스이다.

### 도시 국가
고대 그리스의 역사 동안 총 1,500에서 2,000개의 도시 국가가 설립되었다. 다음은 그 중 가장 중요한 곳들이다.
- 아테네 (기원전 1796–336년)
- 스파르타 (11세기 – 기원전 195년)
- 코린토스 (7세기 – 기원전 337년)
- 테베 (? – 기원전 338년)
- 에레트리아 (? – 기원전 338년)
- 할키스 (? – 기원전 338년)
- 시라쿠사 (기원전 734–212년)

### 왕국, 제국, 연합
- 미케네 왕국 (약 2110 – 약 기원전 1100년)
- 에페이로스 왕국 (? – 기원전 167년)
- 마케돈 (기원전 808–146년)

- 알렉산드로스 제국 (기원전 334–323년)

- 키레네 왕국 (기원전 632–30년)
- 크리사오리움 연합 (기원전 ? – 203년): 그리스 도시 국가의 연합
- 아에톨리아 연합 (기원전 370–189년): 그리스 도시 국가의 연합
- 셀레우코스 제국 (기원전 312–63년)
- 프톨레마이오스 왕국 (기원전 305–30년)
- 폰토스 왕국 (기원전 302–64년): 페르시아 기원,[2][3][4] 문화가 그리스화하며,[5] 그리스어를 공식어로 썼다.[6]
- 아카이아 연합 (기원전 256–146년): 그리스 도시 국가의 연합
- 그리스-박트리아 왕국 (기원전 250–125년)
- 인도-그리스 왕국 (기원전 180 – 기원후 10년)
- 콤마게네 왕국 (기원전 163 – 기원후 72년)
- 로마 제국 (기원전 27 – 기원후 1204년; 1261 - 1453년): 그리스어가 시간의 대부분에 걸쳐 공식어 상태였다.

## 중세(330–1453년)
그리스 중세는  비잔티움 제국 (330–1453)의 기간과 동일 연장이다.
395년 이후 로마 제국은 둘로 분할된다. 동쪽에서, 그리스인들은 지배적인 국가 집단이며, 그들의 언어는 이 지역의 링구아 프랑카였다. 기독교는 그리스어, 최초의 복음서가 기록된 언어로 지역으로 확산된 새로운 제국의 공식 종교이다. 그러나 점차적으로 6세기 그리스어로 대체될 때까지 귀족의 언어는, 라틴어가 남아 있다. 동부 로마 제국은 12세기까지 세계에서 가장 중요한 국가 중 하나로 남아 있었다. 그 성과의 사이에 동유럽과 슬라브에 기독교의 확산, 유럽으로의 페르시아, 슬라브 및 아랍 확장을 중지 시키고 고대의 문화 유산의 광대한 양을 유지한 것이 있다. 1204년, 시민 투쟁 후 제4차 십자군은 수도 콘스탄티노폴리스를 정복하고 복구되지 않을 분할과 위기로 제국을 주도했다.

### 비잔티움 그리스 계승국
- 에페이로스 전제공국 (1205–1479년)
- 니케아 제국 (1204–1261년), 1261년에 비잔틴 제국으로 다시 설정된 것.
- 트라페주스 제국 (1204–1461년)
- 모레아 전제공국 (1308/1348–1460년)

### 십자군 국가
- 에데사 백국 (1098–1149년: 부분적으로 그리스 인구인 십자군 국가

- 투르베셀 영주국: 에데사 백국의 부용국

- 안티오키아 공국 (1098–1268년): 부분적으로 그리스 인구인 십자군 국가
- 예루살렘 왕국 (1099–1291년): 부분적으로 그리스 인구인 십자군 국가

- 예루살렘 왕국의 속국

- 트리폴리 백국 (1102–1289년: 부분적으로 그리스 인구인 십자군 국가
- 케팔로니아와 자킨토스의 궁중백 (1185–1479년): 민족 그리스인이 대부분인 시칠리아 왕국의 일부
- 키프로스 왕국 (1192–1489년): 민족 그리스인 대부분과 일부 그리스 왕조 십자군 국가
- 라틴 제국 (1204–1261년): 제4차 십자군의 십자군에 의해 콘스탄티노폴리스의 자루 후 설립된, 민족 그리스인이 대부분인 십자군 국가
- 테살로니카 왕국 (1202–1224년): 민족 그리스인이 대부분인 십자군 국가
- 네오파트리아스 공국 (1204–1390년): 민족 그리스인이 대부분인 십자군 국가
- 보도니차 후작국 (1204–1414년): 민족 그리스인이 대부분인 십자군 국가
- 아카이아 공국 (1205–1432년): 민족 그리스인이 대부분인 십자군 국가
- 아테네 공국 (1205–1458년): 민족 그리스인이 대부분인 십자군 국가
- 아르고스와 나플리아 영주국 (1205–1388년): 민족 그리스인이 대부분인 십자군 국가
- 군도 공국 (1207–1579년: 민족 그리스인이 대부분인 십자군 국가
- 히오스 영주국 (1304–1566년): 민족 그리스인이 대부분인 십자군 국가
- 로도스 기사 간호단 (1310–1522년): 민족 그리스인이 대부분인 십자군 국가
- 카스텔로리조의 성 요한의 기사단 (1309–1440년): 민족 그리스인이 대부분인 십자군 국가
- 레스보스 공국 (1355–1462년)
- 그리스 베네치아 공화국의 다양한 소유:

- 크레타 왕국 (1204–1669년)
- 키프로스 왕국 (1489–1573년)
- 이오니아 제도 (1799년까지 개최하며, 여러 번 획득)
- 모레아 왕국 (약 1690–1715년)
- 네그로폰테 영주국 (1204–1470년): 민족 그리스인이 대부분인 십자군 국가

### 기타 국가
- 테오도로 공국 (1204–1475년)
- 크레타 공화국 (1332–1371년)

## 현대기(1453년 이후)

### 독립 국가
- 에프타니소스 공화국 (1800–1815년), 독립했지만 사실상 러시아 (1800-1807년), 프랑스 (1807-1814년), 영국 (1809-1815년)에 의해 점령
- / 그리스 (1822–현재)
- 키프로스 (1960–현재)

### 자치,분리독립,미승인독립체
- 거룩한 산의 자치 수도원 주: 1913년 이후 그리스의 자치구. 자율성은 적어도 943년부터.
- 자고리인의 코이논 (1670–1868년): 오스만 제국의 자치 지역
- 왈라키아 & 몰다비아 속 파나리오테 기간 (1711–1821년): 파나리오테스에 의해 지배 자치 공국.
- 마니 (17세기 – 1821년): 베이에 의해 지배된, 펠로폰네소스 속 오스만 제국 아래 자치 또는 반자치 지역
- 이오니아 제도 합중국 (1815–1864년): 영국의 보호국.
- 그리스 독립 전쟁 당시 지역 행정 (1821년 3월 – 약 1825년):

- 펠로폰네소스 상원
- 서부 대륙 그리스의 상원
-  동부 대륙 그리스의 아레이오스 파고스
- 크레타의 정치
-  사모스의 군정제

- 사모스 공국 (1835–1912년): 그리스에 통합.
- 동루멜리아 (1878–1885년): 불가리아 인구가 대다수인 오스만 제국의 자치 지방, 1885년 불가리아와 통합. 그리스어가 세 가지 공식 언어 중 하나[7]로 그리스어는 5.2%의 소수를 구성한다.[8]
- 크레타 자치국 (1898–1913년): 그리스에 통합.
- 이카리아 자유국 (1912년): 그리스에 통합된 수명이 짧은 독립 국가.
- 북이피로스 자치 공화국 (1914년): 현대 북이피로스의 임시 정부 아래 남부 알바니아/북이피로스 잠깐 동안의 자치 그리스 주. 자치국은 코르푸의 의전으로 인식됐다.[9]
- 테살로니키국 (1916–1917년): 잠시 동안의 베네젤로스주의 임시 정부는 국가 분열 속 마케도니아에서 설립됐다. 그것은 북부 그리스와 크레타 섬을 통제했다. 그리스의 나머지는 아테네 (아테네 주)에서 정부에 의해 통제되었다. 그리스는 1917년에 재결합했다.
- 폰토스 공화국 (1917–1922년): 폰토스 그리스의 단명한 주.[10]
- 이오니아 자치국 (1922년): 소아시아 원정대의 마지막 단계 동안 이오니아, 소아시아의 지역에서 그리스 속국이었다.
- 임브로스와 테네도스: 에게해의 섬 민족 그리스인에 의해 역사적으로 주로 거주. 1923년 로잔 조약에 따라 1912년부터 그리스어 관리에서 괴크체아다(임브로스)와 보즈자다(테네도스)는 터키의 일부가 되었다, 그러나 인구 교환에서 제외되었다.[11]